# Jean Deschazeaux
Jean Deschaseaux (dit Jeannot Deschaseaux ), né le 18 septembre 1926 à Marrakech (Protectorat français au Maroc) et décédé le 17 novembre 2012 à Saint-Avit-Saint-Nazaire (Gironde), est un pilote de rallye franco-marocain, grand spécialiste du rallye organisé dans son propre pays, où il posséda dans le sud une importante exploitation agricole à Asni, jusqu'en 1973.
En effet, ce pilote a remporté à deux reprises le rallye du Maroc, à 16 années d'intervalle, pour de nombreuses participations.
À la fin de sa carrière en rallye, il traversa également de part en part les montagnes du Haut Atlas, seul à moto, pour son plaisir personnel.
(Son copilote Jean Plassard, quant à lui, fut plusieurs fois Champion du Maroc des rallyes, et courut sur Cooper Norton (en Racer 500), sur Porsche 550 (en GT), et sur Matra J et 6 (en GT)

## Palmarès
- 9e Rallye du Maroc : 1955, sur Peugeot 203 (copilote Marteau);
- 14e Rallye du Maroc (avril/mai) : 1971, sur Citroën SM Gr.4 (copilote Jean Plassard) (comptant alors pour le Championnat International des Marques (ou International Championship for Manufacturers), et donnant lieu à Coupe par la F.I.A.). Victoire dès la première sortie en course du véhicule, malgré son poids, et une pénalité reçue à la 1re étape (René Coton est alors directeur du département compétition chez Citroën) ;
- 9e Rallye du Sénégal : 1977, sur Citroën CX 2400 GTI (copilote Jean Plassard);
  - 2e du 10e Tour du Sénégal : 1979 sur Citroën CX 2400 GTI (copilote J.Plassard) (triplé de la marque et du modèle, avec Achim Warmbold vainqueur et Jean-Paul Luc troisième (associé à Tlber)[2]);
  - 2e du 11e rallye du Maroc : 1968, sur Peugeot 404 (copilote J.Plassard) (1er: Jean-Pierre Nicolas, sur Renault 8 Gordini);
  - 4e du 19e rallye du Maroc : 1976, sur Citroën CX 2200 Gr.2 (copilote J.Plassard).

(nb: il participa également à d'autres éditions de ce rallye sur Citroën DS, recarrossées pour ces circonstances)

## Autre
- 1981 : Participation au rallye Dakar avec comme copilote Jean Plassard sur Citroën CX (voiture n°127)[3].